# La Plus Précieuse des marchandises (livre)
Pour les articles homonymes, voir La Plus Précieuse des marchandises.
La Plus Précieuse des marchandises, désigné par son sous-titre comme un conte, a été écrit et publié par Jean-Claude Grumberg le 10 janvier 2019 aux éditions du Seuil, dans la collection La Librairie du XXIe siècle dirigée par Maurice Olender. 
Le 8 novembre 2024, le conte reparaît dans une édition grand format, accompagné de dessins préparatoires originaux de Michel Hazanavicius, en amont de la sortie en salle de La Plus Précieuse des marchandises, film d'animation réalisé par Michel Hazanavicius.

## Résumé
Ce livre raconte l’histoire d’un couple de bûcherons polonais misérables, âgés et sans enfants, durant la Seconde Guerre mondiale. Chaque jour, la pauvre bûcheronne va dans les bois faire des fagots et chercher à manger ; une voie de chemin de fer traverse la forêt. La femme pense que les wagons sont remplis de marchandises mais elle se trompe, il s’agit en réalité de convois de déportés. Un jour, une marchandise est jetée du train, c’est un bébé enveloppé dans un châle, que son père a abandonné pour sauver la vie de son enfant. Le père espère ainsi également épargner le frère jumeau de l'enfant, car leur mère, épuisée par les privations, n'a plus assez de lait pour les nourrir tous les deux. À leur arrivée au camp, la mère et l'enfant sont immédiatement gazés. Le père, médecin de profession, est enrôlé comme « coiffeur » pour tondre les déportés qui arrivent au camp. La bûcheronne recueille le bébé et le chérit, mais son mari déteste la petite fille, car elle est juive. La bûcheronne sollicite un homme habitant non loin de là dans la foret, l'homme à la tête cassée, pour lui fournir le lait de chèvre qui permettra de nourrir l'enfant ; en échange, le voisin récupère le châle de prière tissé de fils d'or et d'argent qui protégeait le bébé, et des fagots que la bûcheronne lui fournit régulièrement. Avec le temps, le bûcheron s'attache à celle qu'il appelle désormais sa « petite marchandise » et abandonne ses idées antisémites. Mais la famille est dénoncée par un collègue de travail du père. Quand la milice se présente pour arrêter l'enfant, son père adoptif massacre les miliciens à coups de hache, tandis que mère et enfant réussissent à s'enfuir. Ils trouvent refuge chez l'homme à la tête cassée.
Quelques mois plus tard, libéré du camp de concentration, le père biologique de la fillette la reconnaît sur un marché où la bûcheronne vend du fromage de chèvre. Voyant sa petite fille heureuse et aimée, il choisit de ne pas révéler son identité et de rentrer en France. Plus tard il découvrira que sa fille était devenue "pionnière d'élite" et qu’elle a même eu sa photo en couverture d’un magazine.

## Style
L'auteur choisit un lexique qui évacue toute référence explicite au contexte historique du récit. Des enfants peuvent donc lire ce texte, à leur niveau, comme un conte manichéen opposant gentils et méchants. Pour des lecteurs plus avertis, ce conte prend la forme d'une fable à clés, où les différentes catégories de personnages (déportés, nazis...) et la réalité des camps d'extermination et de concentration sont désignés et évoqués de manière allusive, entre histoire, réflexion, témoignage et poésie. L'émotion naît aussi de ce que la « marchandise » désigne en fait un être humain.

## Prix
L'ouvrage a reçu le Prix spécial du jury du prix des Libraires.

## Adaptations
Ce texte a été adapté au théâtre par le metteur en scène Charles Tordjmann, avec Eugénie Anselin et Philippe Fretun.
Michel Hazanavicius réalise une adaptation cinématographique de ce texte, sortie en 2024.

## En parallèle
Une intrigue similaire a été développée dans un album jeunesse de Jo Hoestland, illustré par Andrée Prigent Le Bébé tombé du train ou Quand l'amour d'une mère est plus fort que tout (Oskar, 2011).

## Utilisation scolaire
Ce conte est étudié dans plusieurs collèges et lycées en France.